# (71695) 2000 FO44
2000 أف أو 44 (ويعرف أيضًا باسم (71695) 2000 أف أو 44 وفق تسمية الكوكب الصغير) (بالإنجليزية: 2000 FO44)‏ هو كويكب ضمن حزام الكويكبات؛ وترتيبه 71695 من حيث الاكتشاف.
اكتُشف هذا الجُرم الفلكي بواسطة بحث لنكولن عن الكويكبات القريبة من الأرض في 29 مارس 2000.

## وصلات خارجية
- (71695) 2000 FO44 في قاعدة بيانات مختبر الدفع النفاث لأجرام النظام الشمسي الصغيرة

- الاكتشاف · مخطط المدار ·  العناصر المدارية · المعلمات المادية

- (71695) 2000 FO44 على موقع ويكي سكاي: DSS2, SDSS, GALEX, IRAS, Hydrogen α, X-Ray, Astrophoto, Sky Map, Articles and images